# Horst Fuhrmann

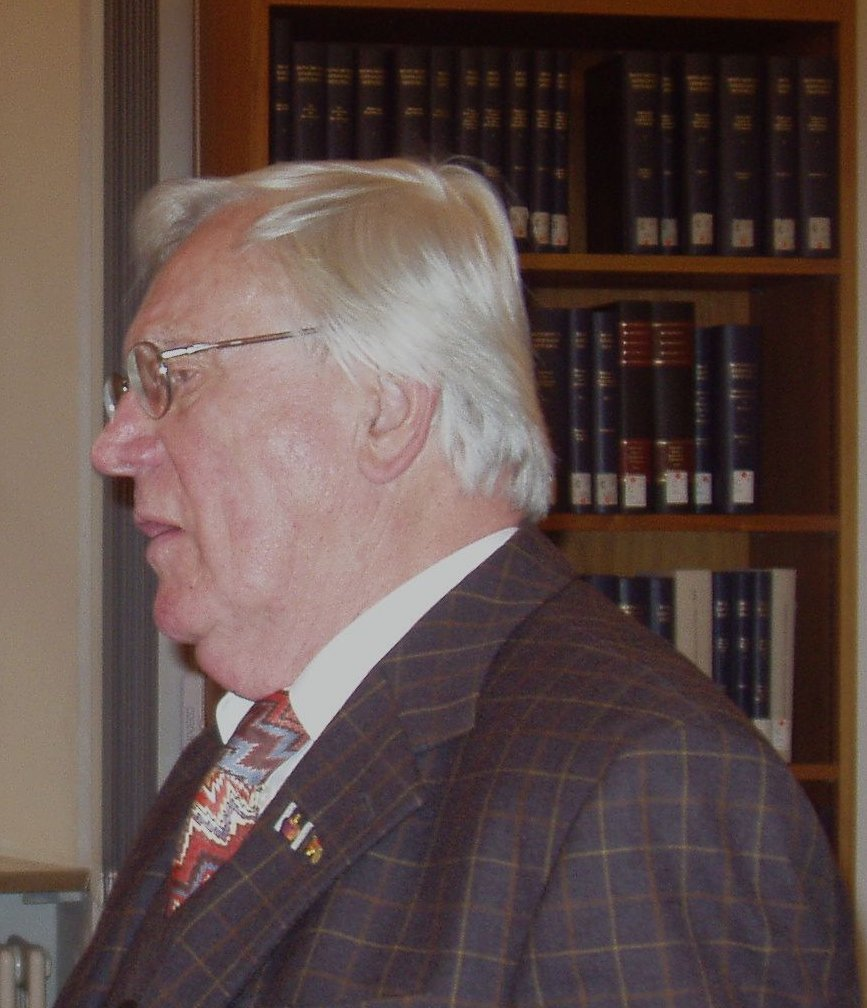
Horst Fuhrmann

Horst Fuhrmann (* 22. Juni 1926 in Kreuzburg in Oberschlesien; † 9. September 2011 in Herrsching am Ammersee) war ein deutscher Historiker, der die Geschichte des frühen und hohen Mittelalters erforschte.
Fuhrmann bekleidete Lehrstühle für Mittelalterliche Geschichte an den Universitäten Tübingen (1962–1971) und Regensburg (1971–1992). Von 1971 bis 1994 war er Präsident der Monumenta Germaniae Historica, des bedeutendsten Instituts, das sich der Erforschung des Mittelalters und der Edition mittelalterlicher Quellen widmet. Von 1992 bis 1997 war er auch Präsident der Bayerischen Akademie der Wissenschaften. Fuhrmanns Hauptarbeitsschwerpunkt waren die Fälschungen im Mittelalter. In späten Lebensjahren erforschte Fuhrmann seine Heimat Schlesien. Mit seinen Büchern Einladung ins Mittelalter (1987), Die Päpste (1998) und Überall ist Mittelalter (1996) versuchte er, das Mittelalter einem breiteren Publikum näherzubringen.

## Leben

### Frühe Jahre
Horst Fuhrmann wurde als Sohn von Karl Fuhrmann und dessen Frau Susanna, geborene Kosmalla, in Kreuzberg geboren, wo sein Vater als Beamter der Deutschen Reichsbahn arbeitete. Mit siebzehn Jahren leistete er ab 1943 zuerst Arbeitsdienst und dann Kriegsdienst. Nach kurzer Zeit in amerikanischer Kriegsgefangenschaft wurde er nach Kiel entlassen. Seine Eltern und seine beiden Brüder waren verschollen. Nach dem Krieg holte er die Reifeprüfung nach. Fuhrmann hatte „ursprünglich nie im Sinne, Historiker zu werden“. Seinen Berufswunsch Flugzeugkonstrukteur konnte er in Kiel nach dem Krieg nicht verwirklichen. Statt Flugtechnik studierte er ab dem Sommersemester 1946 Rechtswissenschaft an der Universität Kiel. Nach einem Semester wechselte er zu den Studienfächern Geschichte und Klassische Philologie. Eine geplante Doktorarbeit über Die Religion der Auxiliartruppen verwarf er nach dem Abgang seines ursprünglichen Doktorvaters Herbert Nesselhauf nach Freiburg. Fuhrmann wandte sich dem Mittelalter zu. Im Jahr 1952 wurde er mit einer Arbeit über mittelalterliche Patriarchate bei Karl Jordan promoviert. Die Arbeit wurde grundlegend und in drei Jahresbänden in der Zeitschrift für Rechtsgeschichte veröffentlicht. Für seine Doktorarbeit erhielt Fuhrmann den Fakultätspreis der Universität Kiel. Das Studium beendete er 1954 mit dem Staatsexamen für die Fächer Geschichte und Latein.
Von 1954 bis 1956 war er Mitarbeiter bei den Monumenta Germaniae Historica (MGH) in München und unternahm in deren Auftrag Archiv- und Bibliotheksreisen in Italien. Im Jahr 1957 war er Stipendiat am Deutschen Historischen Institut in Rom. Von August 1957 bis Ende 1961 war er Assistent von Jordan in Kiel. Im Wintersemester 1960/61 erfolgte dort die Habilitation in den Fächern Mittlere und Neuere Geschichte mit einer Schrift über die Bedeutung und Wirksamkeit der Pseudoisidorischen Dekretalen, einer um die Mitte des 9. Jahrhunderts entstandenen Sammlung gefälschter Dekretalen (Papstbriefe mit kirchenrechtlich bindenden Entscheidungen). Die Habilitationsschrift Einfluß und Verbreitung der pseudoisidorischen Fälschungen ist 1972–1974 in drei Bänden in den Schriften der MGH erschienen. Dem mittelalterlichen Kirchenrecht galt fortan sein hauptsächliches Forschungsinteresse. Für seine Habilitationsschrift erhielt er 1962 den Premio Spoleto des Centro Italiano di Studi sull’ Alto Medioevo.

### Professor in Tübingen
Im März 1962 wurde Fuhrmann im Alter von 36 Jahren auf den neugeschaffenen Lehrstuhl für Mittlere und Neuere Geschichte an der Universität Tübingen berufen, den er neun Jahre lang innehatte. Damit wurde Fuhrmann Kollege von Heinz Löwe, der seit 1961 den anderen Lehrstuhl für Geschichte des Mittelalters bekleidete. Seine Antrittsvorlesung hielt er erst im Februar 1964 über Die Heiligkeit der Päpste im Mittelalter. Fuhrmann sorgte für eine umfangreiche Ausstattung der Seminarbibliothek mit Literatur aus dem Bereich der Kanonistik und Kirchengeschichte. In Tübingen betreute er 17 Dissertationen, sechs davon in seiner Stellung als Tübinger Professor. Die letzte Dissertation eines Tübinger Schülers wurde 1975 abgeschlossen. Zu seinen ersten Schülern und Mitarbeitern in Tübingen zählten Hubert Mordek und Peter Hilsch. Seine bedeutendsten Arbeiten in Tübingen sind die 1966 veröffentlichte Abhandlung Konstantinische Schenkung und abendländisches Kaisertum. Ein Beitrag zur Überlieferungsgeschichte des Constitutum Constantini und die zwei Jahre später veröffentlichte Edition des Constitutum Constantini.
Im Sommer 1966 erhielt er einen Ruf an die Universität Kiel. Die Studenten der Fachschaft organisierten daraufhin einen Fackelzug, um Fuhrmann zum Verbleiben in Tübingen zu bewegen. In den Bleibeverhandlungen mit dem Ministerium konnte Fuhrmann die Einrichtung einer kanonistischen Forschungsstelle durchsetzen. Den Studentenprotesten in der 68er-Zeit stand Fuhrmann ablehnend gegenüber. Mitsprache und Mitbestimmung der Studenten sowie der Mitarbeiter lehnte er ab. In seiner Tübinger Zeit entstanden noch 20 weitere Publikationen. Außerdem gab er einen Band Quellen zur Entstehung des Kirchenstaats heraus. Fuhrmann kam als Professor – völlig unstandesgemäß – mit dem Fahrrad zur Universität. Noch Jahre später erinnerte sich die lokale Presse an ihn als umweltfreundlichen Radfahrer.

### Präsident der Monumenta Germaniae Historica und Professor in Regensburg
Seit 1965 war Fuhrmann Mitglied der Zentraldirektion der Monumenta Germaniae Historica (MGH). Im März 1967 wurde er für die Präsidentschaft der MGH vorgeschlagen. Damit verschlechterte sich sein Verhältnis zu seinem Kollegen Heinz Löwe, der sich ebenfalls um das Präsidentenamt beworben hatte. Die Ministerien verlängerten jedoch die Amtszeit des amtierenden Präsidenten Herbert Grundmann zweimal. Vom 15. November 1971 bis 31. März 1994 war Fuhrmann als Nachfolger Grundmanns Präsident der MGH. Damit amtierte er länger als jeder seiner Vorgänger seit 1875. Zugleich lehrte er vom 1. Oktober 1971 bis zum 30. September 1992 als ordentlicher Professor für Geschichte an der Universität Regensburg. Sein Tübinger Lehrstuhl blieb nach seinem Abgang bis zur Besetzung mit Dietrich Kurze im Jahr 1973 verwaist. Nach Kurzes frühzeitigen Abgang nach Berlin im Jahr 1975 fiel der Lehrstuhl den Sparmaßnahmen zum Opfer, Fuhrmanns Bemühungen zum Erhalt der Professur blieben erfolglos.
Als Präsident der MGH hatte Fuhrmann ein reduziertes Lehrdeputat von zwei Semesterwochenstunden. Von Ämtern in der akademischen Selbstverwaltung und von Staatsexamensprüfungen war Fuhrmann befreit. Die Lehrveranstaltungen waren vor allem Haupt- oder Forschungsseminare mit intensiver Interpretation der Quellentexte. Während seiner gesamten Amtszeit als Präsident der MGH gab er deren Zeitschrift Deutsches Archiv für Erforschung des Mittelalters zusammen mit Hans Martin Schaller heraus. Es ist im deutschsprachigen und internationalen Raum eine der führenden mediävistischen Fachzeitschriften. Unter seiner Herausgeberschaft hat sich die Zahl der rezensierten Autoren von knapp 800 auf 2595 mehr als verdreifacht.
Die beiden Hauptziele seiner Präsidentschaft waren die Finanzierung mediävistischer Forschung und der Brückenschlag „zwischen Fach und Öffentlichkeit“. Anlässlich der 150-Jahr-Feier der Monumenta Germaniae Historica am 12. März 1969 in München hielt Fuhrmann seine Antrittsrede als Präsident über „Die Sorge um den rechten Text“. Darin beschreibt Fuhrmann das Anliegen der Editoren für eine kritische Textaufbereitung. Fuhrmann machte aber auch deutlich, dass der Steuerzahler und der nicht mit der Materie vertraute Bürger ein Anrecht auf Präsentation der Forschungsergebnisse in verständlicher Form habe.
Unter Fuhrmanns Präsidentschaft wandelte sich die Außenwirkung des Instituts. Auf seine Initiative hin veranstalteten die MGH im September 1986 – erstmals in ihrer langen Geschichte – einen internationalen Kongress mit fast 550 Teilnehmern über Fälschungen im Mittelalter. Unter Fuhrmann wurden neue Reihen der Veröffentlichungen begründet. Der erste Band der „Studien und Texte“ erschien 1991. Neue Impulse erhielten auch eingeschlafene Editionen. Kurz nach der Übernahme der Präsidentschaft wurde die Edition der Konzilien wieder aufgenommen und auf den Zeitraum bis 1059 ausgeweitet. Zwischen 1984 und 2010 wurden vier umfangreiche Bände im Bereich der Concilia veröffentlicht. Dieser Bereich war seit 1908 fast ganz zum Stillstand gekommen. Fuhrmann zeigte sich auch technischen Entwicklungen aufgeschlossen. Seit den 1980er Jahren gewann die EDV zunehmend an Bedeutung. Fuhrmann förderte Timothy Reuters Bestrebungen, Editionen mit Textverarbeitungsprogrammen zu erarbeiten. Er setzte sich auch dafür ein, dass die in den Bänden der MGH gesammelten Texte digital bereitgestellt werden. Er selbst lernte den Umgang mit dem Computer aber nicht mehr.
Während seiner Präsidentschaft wurde das Verhältnis der MGH zu ihren Verlagen bereinigt. Über Auflagenhöhe und Preisgestaltung war es zu gerichtlichen Streitigkeiten mit der Weidmannschen Verlagsbuchhandlung gekommen. Von 1972 bis 1985 zog sich der Streit hin, den die MGH erfolgreich für sich entscheiden konnten. Die Zusammenarbeit mit einer Vielzahl von Verlagen wurde beendet und es blieb mit der Hahnschen Buchhandlung ein Verlag übrig. Fuhrmann verbesserte auch die Zusammenarbeit mit den Akademien. Die Akademie der Wissenschaften in Mainz bekam 1974 eine weitere Mitarbeiterstelle. Nach 1989 konnte bei der Akademie in Berlin die Mitarbeiterzahl noch erhöht werden. Auch die Sächsische Akademie in Leipzig bekam eine zusätzliche Mitarbeiterstelle. Darüber hinaus führte Fuhrmann nach der Wiedervereinigung die Arbeitsstellen in Leipzig und (Ost-)Berlin in den Verbund der Monumenta zurück. Fuhrmann war zwischen 1971 und 1994 Mitglied und zeitweise Vorsitzender des Fachbeirats des Max-Planck-Instituts für Geschichte in Göttingen.
Fuhrmann arbeitete an der Monographie Deutsche Geschichte im hohen Mittelalter, die 1978 erstmals erschien und mehrere Auflagen erlebte. In seiner Darstellung räumte Fuhrmann neben den Kaisern und Päpsten der Alltagssituation der Menschen im Mittelalter größere Bedeutung ein. Der Schwerpunkt seiner Seminare lag in seinen ersten Jahren in Regensburg auf Themen zur Geschichte des 11. und 12. Jahrhunderts. Im Jahre 1972 wurde er in die Historische Kommission bei der Bayerischen Akademie der Wissenschaften gewählt. 1974 wurde er ordentliches Mitglied der Bayerischen Akademie der Wissenschaften und von 1992 bis 1997 war er deren Präsident.

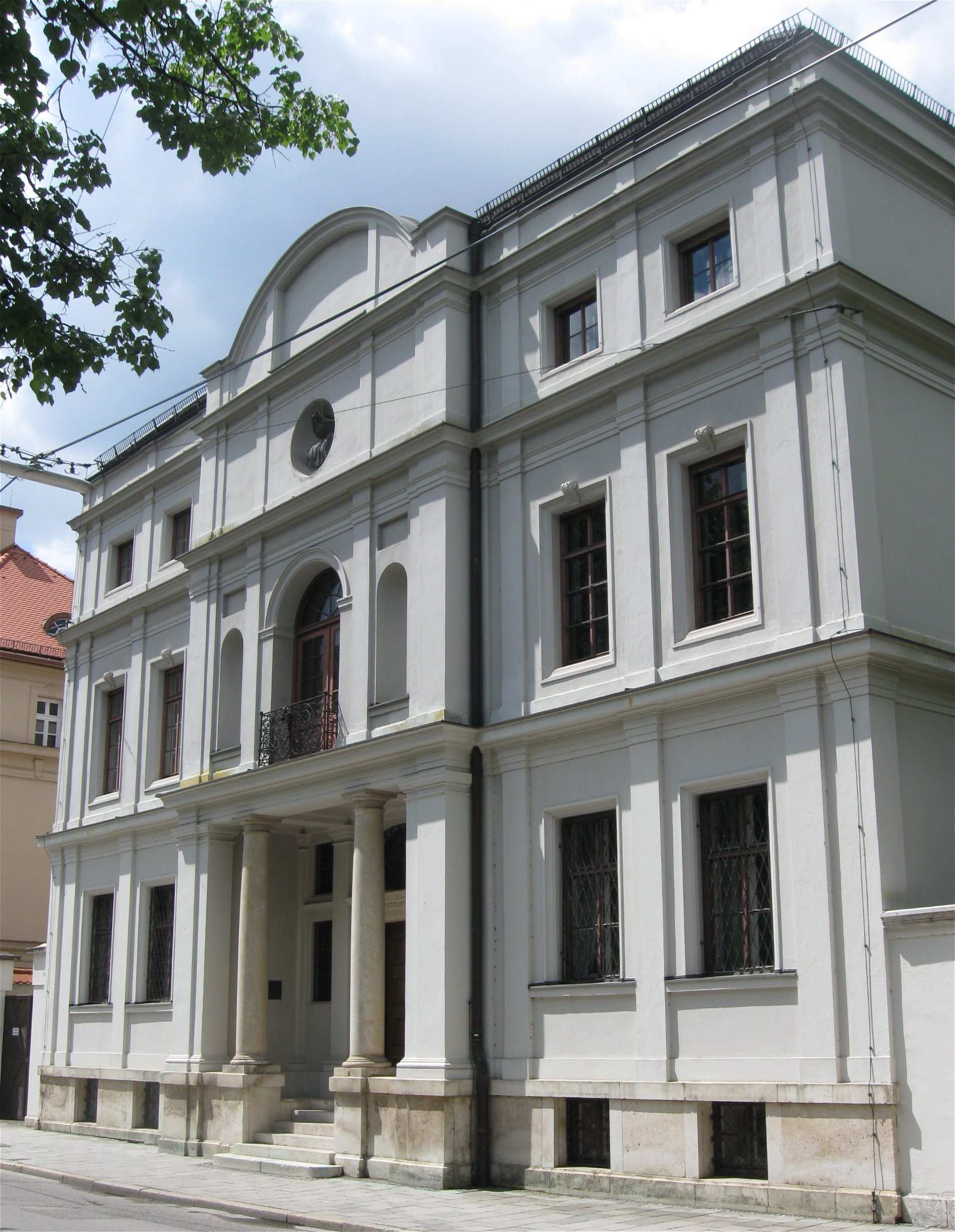
Kaulbach-Villa in München, seit 1988 Sitz des Historischen Kollegs

Fuhrmann wurde 1978 persönliches Mitglied des Kuratoriums des Historischen Kollegs und amtierte von 1984 bis 1997 als Vorsitzender. Neben den vier Verleihungen der Preise des Historischen Kollegs gehörte der Einzug am 24. November 1988 in die Kaulbach-Villa als Sitz des Kollegs zu den Höhepunkten seiner Amtszeit. Anlässlich der Eröffnung der Kaulbach-Villa gab er die Schrift Die Kaulbach-Villa als Haus des Historischen Kollegs heraus. Während seiner Amtszeit wurden besonders viele Mediävisten Mitglieder des Historischen Kollegs. Fuhrmann begründete 1995 das Jahrbuch des Historischen Kollegs. Damit sollten die Aktivitäten des Historischen Kollegs einer breiteren Öffentlichkeit bekannt gemacht werden. Aus finanziellen Gründen musste das Jahrbuch 2007 eingestellt werden. Während Fuhrmanns Zeit als Kuratoriumsvorsitzender wurde „die Geschichte des Historischen Kollegs zu einer Erfolgsgeschichte“.
Als akademischer Lehrer vermochte Fuhrmann zahlreiche Schüler für sein Fach und für die Kanonistik zu begeistern. In Regensburg betreute er sechs weitere Dissertationen. Schüler Fuhrmanns in Tübingen und Regensburg sind unter anderem Walter Berschin, Wilfried Hartmann, Hubert Mordek, Tilmann Schmidt, Wolfgang Stürner, Claudia Märtl, Franz Fuchs. Seine Schüler übernahmen Lehrstühle in Freiburg, Würzburg, Tübingen, München, Rostock und an weiteren Orten. Seine Schülerin Claudia Märtl übernahm von 2012 bis 2014 die Leitung der MGH. Thematisch bearbeiteten Fuhrmanns Schüler in ihren Dissertationen mit dem vorgratianischen Kirchenrecht, der Entstehung und Nachwirkung der Konstantinischen Schenkung, der Geschichte der Konzilien und der Päpste, der Geschichte Gregors VII. und des Investiturstreites meistens Forschungsschwerpunkte des Doktorvaters. Eine Ausnahme war Fuhrmanns erster Schüler Peter Hilsch, der über Die Bischöfe von Prag in der frühen Stauferzeit promoviert wurde und damit ein Thema außerhalb des Hauptarbeitsgebiets des Doktorvaters bearbeitete. Zum 65. Geburtstag wurde Fuhrmann von seinen Schülern eine Festschrift gewidmet. Seine Abschiedsvorlesung als Professor in Regensburg hielt Fuhrmann über „Willkommen und Abschied. Über Begrüßungs- und Abschiedsrituale im Mittelalter.“ Anlässlich seines 75. Geburtstages wurde Ende Juli 2001 ein Kolloquium in Tübingen abgehalten. Fuhrmann selbst gab einen Überblick über den aktuellen Forschungsstand zu Pseudoisidor.
Fuhrmann war mit einer promovierten Juristin verheiratet. Nach schwerer Krankheit starb er am 9. September 2011 in seinem 86. Lebensjahr in Herrsching. Er wurde in seinem jahrzehntelangen Wohnort Steinebach am Wörthsee bestattet. Im Juli 2013 fand im Historischen Kolleg in der Kaulbach-Villa in München ein Kolloquium zu Ehren Fuhrmanns statt. Den Festvortrag Karl der Große, Rom und Aachen. Actus beati Silvestri und Constitutum Constantini als Wegweiser zur Pfalz Karls des Großen hielt Johannes Fried. Sein Nachlass befindet sich im Archiv der Monumenta Germaniae Historica in München.

## Werk
Fuhrmann legte mehr als 200 Veröffentlichungen vor. Seine wissenschaftlichen Schwerpunkte waren die Kirche, das Papsttum und das Recht im Mittelalter. In seiner Habilitationsschrift beschäftigte er sich mit der Entstehung und Wirkung der 847/52 entstandenen Pseudoisidorischen Dekretalen, einer kirchenrechtlich folgenreichen Sammlung falscher Papstbriefe von Anaklet I. bis Gregor II. Diese Arbeit regte ihn zur Auseinandersetzung mit dem gesamten Phänomen der mittelalterlichen Fälschungen an. Mit seiner Habilitation wurde Fuhrmann zum Experten für mittelalterliches Kirchenrecht. Von einer der berühmtesten Fälschungen des Mittelalters, der Konstantinischen Schenkung, brachte Fuhrmann 1968 bei den Monumenta Germaniae Historica eine kritische Edition heraus, die bis heute maßgeblich ist. Mit der Konstantinischen Schenkung, einer um 800 entstandenen Urkunde, wurde angeblich die Übertragung Roms und der westlichen Hälfte des Römischen Reiches von Kaiser Konstantin an Papst Silvester I. schriftlich festgehalten.
Die hohe Zahl an Fälschungen führte zur Frage nach dem Verständnis von Wahrheit im Mittelalter, also nach dem ideellen Hintergrund der Fälschungen. Im Jahr 1962 hielt Fuhrmann auf dem Deutschen Historikertag in Duisburg den Vortrag Die Fälschungen im Mittelalter. Er regte zahlreiche Dissertationen aus diesem Themenbereich an. Die MGH veranstalteten im September 1986 einen internationalen Kongress mit fast 550 Teilnehmern über Fälschungen im Mittelalter. Der italienische Gelehrte und Schriftsteller Umberto Eco hielt dazu den Einleitungsvortrag. Fuhrmann selbst sprach zum Abschluss der Tagung über das Thema Von der Wahrheit der Fälscher. Die Ergebnisse des Kongresses wurden in fünf Bänden veröffentlicht. Die Vielzahl an Teilnehmern aus Ostmitteleuropa war im Zeitalter des Kalten Krieges keineswegs selbstverständlich. Bis zu diesem Zeitpunkt hatte noch nie ein mediävistischer Kongress eine so hohe Teilnehmerzahl erreicht. Angeregt durch den Fälschungsskandal um die Hitler-Tagebücher im Jahr 1983 sprach Fuhrmann ein Jahr später in seinem Abschlussvortrag auf dem Welthistorikertag in Stuttgart mit dem Thema Mundus vult decipi. Über den Wunsch des Menschen, betrogen zu werden über die Fälschungs- und Verschleierungsbereitschaft der Gesellschaft. Besondere Sympathie brachte Fuhrmann für Ignaz von Döllinger auf. Mit ihm teilte er das Interesse für Fälschungen in der Papstgeschichte. Döllinger widmete er 1999 eine Darstellung.
Fuhrmann legte außerdem eine Edition der Akten der Synode von Hohenaltheim von 916 vor, deren Bedeutung er in einem eigenen Aufsatz veranschaulichte. Mit den Päpsten des Mittelalters beschäftigte er sich intensiv, besonders mit Gregor VII. Zu den Gregorianischen Reformen verfasste er zahlreiche Aufsätze. In erster Auflage erschien 1980 sein Buch Von Petrus zu Johannes Paul II. Das Papsttum: Gestalt und Gestalten.
In seinen späteren Lebensjahren entfernte er sich von der strengen Quelleninterpretation und richtete seine Aktivitäten auf seine Heimat Schlesien und auf Darstellungen für ein breiteres Publikum. Das Biographische stand zunehmend im Vordergrund. In einer 1996 veröffentlichten biographisch orientierten Wissenschaftsgeschichte beschrieb Fuhrmann Leben und Arbeitsbedingungen der Mitarbeiter der MGH im 19. und 20. Jahrhundert. Er sparte jedoch die Zeit des Reichsinstituts für ältere deutsche Geschichtskunde, wie die Monumenta zwischen 1935 und 1945 hießen, weitgehend aus. Das Buch ging aus einem 1994 gehaltenen Vortrag zum 175. Jubiläum der MGH hervor. Dabei waren in seinen biografischen Arbeiten seine Vorbilder Jacob Burckhardt und Paul Fridolin Kehr.
In Breslau entdeckte er die lange verschollene Gründungsurkunde Kreuzburgs aus dem Jahr 1253. Johann Jacob Oeri, der Neffe von Jacob Burckhardt, hatte von 1868 bis 1870 als Gymnasiallehrer in Kreuzburg gewirkt und in Briefen an seine Basler Verwandten Kreuzburg anschaulich geschildert. Diese rund 30 in einem Basler Familienarchiv gefundene Briefe bildeten die Hauptquelle für Fuhrmanns 1989 veröffentlichte Buch „Fern von gebildeten Menschen“. Eine oberschlesische Kleinstadt um 1870. Fuhrmann verarbeitete für diese Darstellung entlegene Quellen wie Lehrerseminarakten oder Pfarrregister. Früheren Kreuzburgern, dem Geschichtsschreiber Joachim Heidenfeld oder dem Maler Boguslaw Jarklowski widmete Fuhrmann Studien. Mit dem Schriftsteller Heinz Piontek stand er in persönlichem Kontakt. Piontek schrieb Fuhrmann zu seinem 60. Geburtstag ein Gedicht. Gustav Freytags Erinnerungen gab Fuhrmann 1995 heraus. Der jüdische Mitbürger Simon Cohn hatte im 19. Jahrhundert durch eine Stiftung die Gründung eines Gymnasiums in Kreuzburg möglich gemacht. Fuhrmann holte ihn aus der Vergessenheit hervor und erforschte Cohn eingehend. Für seine Forschungen über Schlesien wurde er 1990 mit dem Oberschlesischen Kulturpreis des Landes Nordrhein-Westfalen und 2003 mit dem Kulturpreis Schlesien des Landes Niedersachsen geehrt. Ebenfalls 2003 wurde er für seine wissenschaftliche Arbeit mit einem Diplom als „Botschafter Kreuzburgs im In- und Ausland“ ausgezeichnet.
Fuhrmann trat häufig im Fernsehen auf, wo er mittelalterliche Geschichte einem breiten Publikum nahebrachte. Dieses Ziel verfolgte er auch mit seinen Darstellungen Die Päpste. Von Petrus zu Benedikt XVI. über zwei Jahrtausende Papstgeschichte oder Einladung ins Mittelalter (1987). Das Buch Einladung ins Mittelalter wurde eines der erfolgreichsten Sachbücher über das Mittelalter und begründete eine ertragreiche Zusammenarbeit mit dem Verlag C. H. Beck. Die „Gegenwart einer vergangenen Zeit“ versuchte er mit seiner Darstellung Überall ist Mittelalter zu verdeutlichen.
Fuhrmann wurde aufgrund seiner Forschungsleistungen Mitglied zahlreicher einflussreicher wissenschaftlicher Organisationen und mit zahlreichen Auszeichnungen geehrt. Enge wissenschaftliche Beziehungen pflegte er mit Italien und den Vereinigten Staaten. Bereits 1966 wurde er Mitglied im wissenschaftlichen Beirat (Advisory Board) des Institute of Medieval Canon Law in Berkeley/Kalifornien. Er erhielt Ehrendoktorate der Universität Tübingen (1981), der juristischen Fakultät der Universität Bologna  (1982), der Columbia University in New York (1992) und des Pontifical Institute of Mediaeval Studies der University of Toronto (2002). Im Jahr 1981 wurde ihm als erstem Ausländer die Auszeichnung Premio Cultore di Roma verliehen. 1983 wurde er in die Medieval Academy of Ireland, 1984 in die British Academy und 1985 in die Medieval Academy of America aufgenommen. In Ascoli Piceno erhielt Fuhrmann 1990 den Internationalen Preis für Historische Essayistik.
In den 1990er Jahren fasste Fuhrmann den Plan, das Repertorium Fontium in eine Internet-Publikation mit ständig aktualisierten Daten umzuwandeln. Diese Aufgabe konnte wenige Monate nach seinem Tod zum Abschluss gebracht werden. Das Repertorium „Geschichtsquellen des deutschen Mittelalters“ ist seit dem 9. Februar 2012 in digitaler Form zugänglich. Fuhrmann gehörte unter anderem der Kommission für die Herausgabe des Mittellateinischen Wörterbuchs der Bayerischen Akademie der Wissenschaften an. Das Mittellateinische Wörterbuch übernahm Fuhrmann in einer schwierigen Situation; er rettete es vor dem Abbruch.
1986 erhielt er das Große Verdienstkreuz des Verdienstordens der Bundesrepublik Deutschland mit Stern. Im selben Jahr wurde er in den Orden Pour le Mérite für Wissenschaften und Künste aufgenommen, bei dem er auch als Vizekanzler amtierte und dessen Geschichte er 1992 zum 150-jährigen Bestehen veröffentlichte. Im Jahr 1989 wurde Fuhrmann in den Bayerischen Maximiliansorden für Kunst und Wissenschaft aufgenommen. Ein Jahr später wurde ihm der Bayerische Verdienstorden verliehen. Er war korrespondierendes Mitglied der Académie des Inscriptions et Belles-Lettres. 1972 wurde er korrespondierendes Mitglied der Österreichischen Akademie der Wissenschaften und 1989 ihr Ehrenmitglied. 1995 wurde er auch korrespondierendes Mitglied der Sächsischen Akademie in Leipzig. Seit 1997 war Fuhrmann Mitglied der Accademia Nazionale dei Lincei. Er war von 1975 bis 2009 Vorsitzender der Kommission für das Repertorium Fontium Historiae Medii Aevi, ein umfassendes bibliographisches Verzeichnis der erzählenden mittelalterlichen Geschichtsquellen.

## Schriften (Auswahl)
Schriftenverzeichnisse erschienen in:
- Hubert Mordek (Hrsg.): Papsttum, Kirche und Recht im Mittelalter. Festschrift für Horst Fuhrmann zum 65. Geburtstag. Niemeyer, Tübingen 1991, ISBN 3-484-80142-5, S. 383–396.
- Martina Hartmann unter Mitarbeit von Anna Claudia Nierhoff und Detlev Jasper: Horst Fuhrmann, Papst Gregor VII. und das Zeitalter der Reform. Annäherungen an eine europäische Wende. Ausgewählte Aufsätze (= Monumenta Germaniae Historica, Schriften. Band 72). Harrassowitz Verlag, Wiesbaden 2016, ISBN 978-3-447-10162-2, S. 547 ff.

Monographien
- Studien zur Geschichte mittelalterlicher Patriarchate. In: Zeitschrift der Savigny-Stiftung für Rechtsgeschichte. Kanonistische Abteilung. Bd. 39, 1953, S. 112–176; Bd. 40, 1954, S. 1–84; Bd. 41, 1955, S. 95–183 (Dissertation, Universität Kiel, Philosophische Fakultät, 7. August 1952).
- Einfluß und Verbreitung der pseudoisidorischen Fälschungen. Von ihrem Auftreten bis in die neuere Zeit (= Schriften der MGH. Bände 24.1 – 24.3). 3 Bände. Hiersemann, Stuttgart 1972–1974, ISBN 3-7772-7204-3.
- Deutsche Geschichte im hohen Mittelalter. Von der Mitte des 11. bis zum Ende des 12. Jahrhunderts (= Deutsche Geschichte. Band 2). 3. durchgesehene und bibliographisch ergänzte Auflage. Vandenhoeck & Ruprecht, Göttingen 1993, ISBN 3-525-33589-X (Digitalisat).
- Von Petrus zu Johannes Paul II. Das Papsttum. Gestalt und Gestalten. Beck, München 1980, ISBN 3-406-06023-4.
  - Neuausgabe: Die Päpste. Von Petrus zu Benedikt XVI. 3., aktualisierte und erweiterte Auflage. Beck, München 2005, ISBN 3-406-52863-5.
- Papst Urban II. und der Stand der Regularkanoniker (= Sitzungsberichte der Bayerischen Akademie der Wissenschaften, Philologisch-historische Klasse. 1984.2). Bayerische Akademie der Wissenschaften, München 1984, ISBN 3-7696-1529-8.
- Einladung ins Mittelalter. Beck, München 1987, ISBN 3-406-32052-X.
- „Fern von gebildeten Menschen“. Eine oberschlesische Kleinstadt um 1870. Beck, München 1989, ISBN 3-406-33984-0.
- Pour le mérite. Über die Sichtbarmachung von Verdiensten. Eine historische Besinnung. Thorbecke, Sigmaringen 1992, ISBN 3-7995-4159-4.
- Überall ist Mittelalter. Von der Gegenwart einer vergangenen Zeit. Beck, München 1996, ISBN 3-406-40518-5.
- Sind eben alles Menschen gewesen. Gelehrtenleben im 19. und 20. Jahrhundert, dargestellt am Beispiel der Monumenta Germaniae Historica und ihrer Mitarbeiter. Beck, München 1996, ISBN 3-406-40280-1 (online).
- Ignaz von Döllinger. Ein exkommunizierter Theologe als Akademiepräsident und Historiker (= Sitzungsberichte der Sächsischen Akademie der Wissenschaften zu Leipzig, Philologisch-Historische Klasse. Band 137, Heft 1). Hirzel, Stuttgart/Leipzig 1999, ISBN 3-7776-0996-X.
- Menschen und Meriten. Eine persönliche Portraitgalerie. Beck, München 2001, ISBN 3-406-47221-4.